# Elvé (equipa ciclista)
A equipa ciclista Elvé foi um equipa ciclista belga de ciclismo em estrada, activa entre 1946 e 1959, patrocinada pela marca belga de bicicleta  Elvé e importador das bicicletas Peugeot. Os co-patrocinadores foram as marcas Météore, Marvan e Peugeot. Foi recomprada por Peugeot no final dos anos 1950.
Léon van der Hulst, dono da marca, e Désiré Timmermans foram os directores desportivos entre 1955 a 1957. Nesta época, os ciclistas correm em Bélgica com o maillot da Elvé-Peugeot e na França com o maillot da Peugeot-Dunlop.

## Competições internacionais
- Campeonato Mundial de Ciclismo em Estradaː Stan Ockers (1955))

## Clássicos
- De Drie Zustersteden de 1948 (Ernest Sterckx)
- Fim de semana ardennais de 1955 (Stan Ockers), 1956 (Richard Van Genechten)
- Flecha Valonaː Stan Ockers  (1955), Richard Van Genechten (1956)
- Liège-Bastogne-Liège Stan Ockers (1955)
- Kuurne-Bruxelas-Kuurne de 1955 (Jef Planckaert)
- Escaut-Dendre-Lysː 1955 (Marcel Janssens)
- Roma-Nápoles-Romaː 1956 (Stan Ockers)
- Circuito Het Nieuwsblad de 1956 (Ernest Sterckx)
- Liège-Bastogne-Liègeː Frans Schoubben (1957)
- Paris Bruxelasː 1959 (Frans Schoubben)

## Carreiras por etapas
- Challenge Desgrange-Colombo : 1955 (Stan Ockers)
- Volta à Bélgica de 1955 (Alex Close), 1956 (André Vlayen)
- Tour do Oeste de 1955 (Marcel Janssens)
- Tour do Limbourg de 1956 (Frans Schoubben)
- Critérium du Dauphiné de 1956 (Alex Close),
- Tour de Picardie 1958, 1959 (Frans Schoubben)
- Através de Flandres de 1958 (André Vlaeyen)

## Balanço sobre as grandes voltas
- Tour de France
  - Os corredores da equipa conseguiram sucessos no Tour de France, levando o maillot de equipas nacionais ou regionais. Assim, Jean Brankart, ganhou 2 etapas contrarrelógio em 1955

## Campeonatos nacionais
- Campeonato da Bélgica de Ciclismo em Estradaː 1956 (André Vlayen)
- Campeão da Bélgica de perseguiçãoː 1949 (Léon Jomaux)
- Campeão da Bélgica de perseguiçãoː 1955 (Jean Brankart)

## Corredores mais destacados
1948
- - Léon Jomaux
  - Éloi Meulenberg
  - Ernest Sterckx

1949
- - Léon Jomaux

1955
- - Jean Brankart
  - Pino Cerami
  - Alex Close
  - Raymond Impanis
  - Marcel Janssens
  - Léon Jomaux
  - Jean Moxhet
  - Stan Ockers
  - Joseph Planckaert
  - Edgard Sorgeloos
  - Emiel Van Cauter
  - Richard Van Genechten
  - Rik Van Steenbergen

1956
- - Jean Brankart
  - Pino Cerami
  - Alex Close
  - Raymond Impanis
  - Marcel Janssens
  - Jean Moxhet
  - Stan Ockers
  - Joseph Planckaert
  - Frans Schoubben
  - Emile Severeyns
  - Edgard Sorgeloos
  - Ernest Sterckx
  - Emiel Van Cauter
  - Richard Van Genechten
  - Rik Van Steenbergen
  - André Vlayen

1957
- - Jean Brankart
  - Alex Close
  - Marcel Janssens
  - Léon Jomaux
  - Jean Moxhet
  - Frans Schoubben
  - Richard Van Genechten
  - Rik Van Steenbergen

1958
- - Pino Cerami
  - Alex Close
  - Raymond Impanis
  - Marcel Janssens
  - Frans Schoubben
  - Emile Severeyns
  - Edgard Sorgeloos
  - Emiel Van Cauter
  - Richard Van Genechten
  - Rik Van Steenbergen
  - André Vlayen

1959
- - Jan Adriaensens
  - Alex Close
  - Frans Schoubben
  - Emiel Van Cauter
  - Richard Van Genechten
  - Rik Van Steenbergen